# Исаак (епископ Женевы)
Исаак (лат. Isaac; IV век) — первый достоверно известный епископ Женевы (около 400 года).

## Биография
Единственный исторический источник о Исааке — написанное в первой половине V века святым Евхерием Лионским агиографическое сочинение «Страсти агонских мучеников».
О происхождении и ранних годах жизни Исаака сведений не сохранилось. Также точно не установлено, когда он взошёл на епископскую кафедру в Женеве. В средневековых списках глав Женевской епархии (в том числе, в созданном в XI веке при епископе Фредерике) его имя не упоминается. Наиболее ранними епископами здесь названы Диоген, Доминий и Сальвиан. О первых двух из них ничего не известно; третьего отождествляют с жившим в середине V века святым Салонием, сыном Евхерия Лионского. Не соответствуют действительности предположения, что первым епископом Женевы мог быть или святой Паракод, спутник Дионисия Ареопагита, или святой Лазарь из Вифании. В прологе «Страстей агонских мучеников» Исаак назван младшим современником упоминавшегося в 380—390-х годах епископа Теодора Октодурского. На этих основаниях Исаака считают первым достоверно существовавшим женевским епископом, а управление им епархией датируют приблизительно 400 годом. Какие-либо свидетельства о деятельности Исаака не сохранились.
Из позднеантичных источников известно, что на рубеже IV—V веков Женева была одним из крупнейших городов Вьенского диоцеза. Согласно «Notitia Dignitatum», она входила в состав римской Вьенской провинции, а чуть позднее вместе с Ньоном и Аваншем была частью Сабаудии.